# Castalia (Den Haag)
Das Castalia ist mit einer Höhe von knapp 104 Metern das achthöchste Gebäude der niederländischen Stadt Den Haag. Darin befinden sich die niederländischen Ministerien für „Volksgesundheit, Gemeinwohl und Sport“ (Ministerie van Volksgezondheid, Welzijn en Sport) und „Soziales und Arbeit“ (Ministerie van Sociale Zaken en Werkgelegenheid).

## Geschichte
Das Gebäude wurde im Jahr 1967 vom Architekten Jan Lucas erbaut. Damals erst zu einer Höhe von 73 Metern. Es wurde, wie viele Hochhäuser Den Haags, die ab 1965 gebaut wurden, im sogenannten Jackblocksystem errichtet. Ein Verfahren, in dem mehrere Betonblöcke in einer Reihe nebeneinander gelegt wurden, diese Reihe hydraulisch angehoben  und anschließend, ebenfalls hydraulisch, horizontal aneinander gepresst und so fixiert wurde. Die vertikalen  Pressen konnten nun gelöst und die nächste hochzuschiebende Blockreihe unten angefügt werden. In den 1990er Jahren wurde das Gebäude kernsaniert und im Stile der Postmoderne neu gestaltet. Der Architekt des 1998 fertiggestellten Gebäudes war Michael Graves.

## Namensgebung
Der ursprüngliche Name des Gebäudes, bis zum Umbau durch Graves in den 1990er Jahren, war Transitorium. Das so genannte „Durchgangshaus“ (von lateinisch: trans = ‚durch‘, ire = ‚gehen)  erhielt seinen Namen, weil es als vorübergehender Sitz von Ministerien dienen sollte. Seit 1998 lautet der Name nunmehr Castalia, nach der griechischen Nymphe Kastalia.  Aufgrund der beiden spitzen hohen Dächer mit ihren jeweils 35 Meter Höhe, die im Zuge der Sanierung dort aufgesetzt wurden, erhielt das Gebäude im Volksmund den Beinamen „Titten Den Haags“ (‚tieten van Den Haag‘ oder ‚Haagse Tieten‘). Diese beiden Dächer haben keine Funktion, sondern sollen das Bürogebäude historisierend wie ein Kanalhaus aussehen lassen.
Aus der Ferne gesehen sind sie neben den Silhouetten der direkt benachbarten Hochhäuser, u. a. dem höchsten Gebäude der Stadt Hoftoren, Bestandteil der Den Haager Skyline.